# الدوري الشمالي لكرة القدم 1903–04
الدوري الشمالي لكرة القدم 1903–04 (بالإنجليزية: 1903–04 Northern Football League)‏ هو موسم من الدوري الشمالي لكرة القدم ‏. فاز فيه نيوكاسل يونايتد.